# クレイジー・ナイト
『クレイジー・ナイト』(Crazy Nights)は、アメリカのロックバンド、キッスの14枚目のスタジオアルバムで、1987年3月から6月にかけて録音され、1987年9月18日にマーキュリーとヨーロッパのヴァーティゴから発売された。ジーン・シモンズ、ポール・スタンレー、ブルース・キューリック、エリック・カーという新しいラインナップで制作された2枚目のアルバムである。
『クレイジー・ナイト』はキーボードやシンセサイザーを多用した初めてのキッスのアルバムでもあり、『暗黒の神話』から『アサイラム』までのヘビー・メタル・サウンドから、よりラジオ・フレンドリーでポップなメタル・サウンドへと変化した彼らの音楽スタイルのもう一つの出発点となった。 1998年に「Kiss Remasters」シリーズの一環として再発売され、リマスターされた最後のキッスのアルバムとなった。
『クレイジー・ナイト』からの曲は、そのサポート・ツアー中に比較的多くの曲がライブで演奏されたが、ツアー中、特にツアー直後にはそれらの曲のほとんどがドロップされ、二度と演奏されることはなかった。数年後に行われた「Hot in The Shade Tour」では「クレイジー・クレイジー・ナイツ（Crazy Crazy Nights）」だけがセットリストに残されたが、そのツアー後にはドロップされ、「Sonic Boom Over Europe Tour」まで約20年間復活することはなかった。このため、このアルバムは、1981年のアルバム『〜エルダー〜 魔界大決戦』の商業的大失敗に次いで、バンドの全カタログの中で最もセットリストに登場しないアルバムとなっている。

## 概要
キッスのアルバム『クレイジー・ナイト』は、音楽ジャンルの実験や2人の主要メンバーの離脱などで音楽活動が停滞していた彼らが、イメージを一新するために、これまでとは異なるアプローチで制作された。バンドは、成功から遠ざかっていたことを証明する必要があった。
アサイラム・ツアーが終わった後、ジーン・シモンズが俳優やプロデューサーとして活動していたため、バンドが本業ではなく副業のように見えてしまい、キッスは数ヶ月間活動を休止していた。『Kisstory』では、ポール・スタンレーが、シモンズのこだわりのなさに嫌気がさし、ある日、彼に伝えたと述べている。
ある日、駐車場でジーンにこう言ったんだ。「いいかい、君はバンドの利益を得ながら他のことをやっていて、僕は騙されているんだ。パートナーであるはずの他の人がそうでないのに、私がこのような時間を費やすのは不公平だ」と言ったんだ。するとジーンは私を見て、「それはフェアだ」と言った。私はジーンの意見を利用することができた。しかし、その時点での私の態度は、私がアルバムを作ろうとしているときに、キャバレーの歌手のマネジメントや5つのバンドのプロデュースをしている人の話を聞くつもりはない、というものだった。
シモンズの一時的な離脱は、エリック・カーとブルース・キューリックにスペースを与えた。キューリックは4つの共同作曲を、カーは1つの共同作曲を担当したが、ほとんど他の素材をアルバムに入れていた。スタンレーはアダム・ミッチェル、デズモンド・チャイルド、ダイアン・ウォーレンと仕事をしたことがあり、曲を共同執筆した。「クレイジー・クレイジー・ナイツ」、「ヘル・トゥ・ホールド・ユー（I'll Fight Hell to Hold You）」、「ウォールズ・カム・ダウン（When Your Walls Come Down）」はミッチェル、「バング・バング・ユー（Bang Bang You）」 、「マイ・ウェイ（My Way）」、「リーズン・トゥ・リヴ（Reason to Live）」はチャイルド、「ターン・オン・ザ・ナイト（Turn On the Night）」はウォーレンとの共作である。
それまでの2枚のアルバムはセルフ・プロデュースであったため、バンドはこのアルバムをより商業的に成功させるために、外部のプロデューサーを迎える必要があると感じていた。プロデューサーにはロン・ネヴィソン（Ron Nevison）を起用したが、ネヴィソンのスケジュールが詰まっていたため、バンドは彼のスケジュールが空くのを待たなければならなかった。ネヴィソンが選ばれたのは、ハートやオジー・オズボーンのプラチナ・アルバムをプロデュースし、商業的に成功していることもあった。シモンズはKISStoryの取材に対し、「『クレイジー・ナイト』の制作を始めたとき、私たちはカートを引っ張ってくれる人、バンドを導いてくれる人を探した」と述べている。KissFAQのインタビュー「Crazy Nights, it's 25 years strong」の中で、ネヴィソンは、バンドメンバーがこのアルバムに注いだ努力について語っている。"彼らと一緒に作ったのはこのアルバムだけだよ。ジーンは常にそこにいたわけではないことはわかっている。明らかにブルースはいたし、ある程度はエリックもいた。このアルバムでは、ほとんどの作業をブルースとポールと一緒に行った。ベースは最初からカットされていて、ジーンはリードヴォーカルだけでよかった。彼がいた時間のほとんどは、スタジオの後ろで "Variety "を読んでいたと言わざるを得ない。"と述べている。このアルバムではシモンズの参加は少なかったが、ネヴィソンにアルバム『クレイジー・ナイト』の素材となる可能性のある20～25曲を提供することに貢献した。その中には「I'm Going to Put A Log In Your Fire Place」という曲も含まれていたが、最終的にはこのアルバムやそれ以降のアルバムには使われなかった。また、アルバム『クレイジー・ナイト』と『アサイラム』は、コンサルタントのLarry Mazur（ラリー・マズア）を中心とした新しいマネージメント表現のもとで制作された。
このアルバムは当初「Who Dares Wins」と名付けられていたが、これはカーのアイデアだった。彼によると、「フォトセッションの時、衣装係の女の子が『Who Dares Wins』と書かれたコマンドーのパッチを持っていたので、"アルバムタイトルとしては最高のアイデアだね "と言ったんだ。そして、彼女はそれをポールに持っていき、ポールも同じことを言っていたよ。結局、印刷しても見栄えがしないし、誰も理解してくれないような気がして、使わないことにしたんだ。」との事。このアイデアは6月に中止されたが、日本で発売されるアルバムの広告には掲載されていた。バンドが考えた別のタイトルは「コンドームネーション」だったが、スタンレーは「コンドームネーションは本当のタイトルではなかったんだ。みんなで笑っただけだよ」と述べている。3月にカリフォルニア州カノガ・パークのワン・オン・ワン・レコーディング・スタジオで始まったレコーディング・セッションは、その後、同じくカノガ・パークのルンボ・レコーダーズ、カリフォルニア州ターザナのカンナム・レコーダーズでも続けられた。6月にはアルバムが完成し、Can-Am Recordersでネヴィソンがミックスを行い、7月にはポリグラムに引き渡されたという。
2014年に出版された伝記『Face The Music』の中で、ポール・スタンレーは、『クレイジー・ナイト』のツアー中にドラマーのエリック・カーが口をきかなくなったと主張している。スタンレーは最終的にカーと一緒に座り、「コミュニケーションの取れないたわごと」を終わらせるべきだと主張し、その通りになった。スタンレーは、カーが1980年代後半には酒を飲むようになり、ドラッグをやっていたかもしれないと主張し、それが彼の不幸の原因になっているのではないかと考えた。また、スタンレーは、カーがキッスのオリジナル・ドラマーではないことに執着し始めたと主張し、カーは1980年のオーストラリア・ツアー中にも執着していたと述べている。

## 評価
「彼らのメロディーが石から切り出され続けている一方で、彼らの歌詞は口紅で書かれている」と、エミリー・フレイザーはQの3つ星レビューで書いている。「リフにはしばしば目的と力があり、「ノー、ノー、ノー（No No No）」や「シーフ・イン・ザ・ナイト（Thief in the Night）」の場合には、鋭くて切れ味の良いものだ」と。
フレッド・デラーはHi-Fi News & Record Reviewで 「美学的に素晴らしいというわけではない」と述べているが、「しかし、私がこの作品に出資していたらと思うと」と述べている。
『クレイジー・ナイト』は、米国のビルボード200チャートで18位を記録し、1980年代の米国におけるキッスのアルバムの中で最高のチャートを記録した。カナダでは1987年11月18日に、アメリカではその数ヵ月後の1988年2月18日にプラチナ認定を受けた。このアルバムからの3曲のシングルにはすべて対応するビデオがあり、MTVでヘビーローテーションされたほか、ホームビデオ「Crazy Nights」にも収録されている。最も成功したシングルは「クレイジー・クレイジー・ナイツ」で、5カ国でチャート入りした。最も成功しなかったのは「ターン・オン・ザ・ナイト」で、イギリスでのみチャート入りし、41位を記録した。最も高いチャート入りを果たしたシングルは、イギリスで4位を記録した「クレイジー・クレイジー・ナイツ」だった。
このアルバムは、ポリグラム・レコードの重役たちに非常に高く評価された。ある会議でこのアルバムがフルに演奏されたとき、会議室全体が立ち上がり、その後5分間にわたって拍手をしたという話が広く伝えられている。この興奮は、企業チームがアルバムをプラチナ・ステータスをはるかに超えて宣伝するのに十分であり、1980年代の企業ロックのベンチマークの1つとしての評価を確固たるものにした。

## 曲解説

### "Crazy Crazy Nights"
「クレイジー・クレイジー・ナイツ」は、アルバムからの最初のシングルで、ビルボード・ホット100で65位、メインストリーム・ロック・トラックで37位を記録した。この曲はイギリスでも大ヒットし、4位にランクインした。これまでのところ、イギリスにおけるキッスの最高チャートのシングルとなっている。「クレイジー・クレイジー・ナイツ」は、ノルウェー、オランダ、オーストラリアでもトップ40に入り、それぞれ7位、28位、34位を記録した。この曲は、1991年にエリック・カーが亡くなるまでライブで定期的に演奏されることになり、2010年の「Sonic Boom Over Europe Tour」でセットリストに戻ってきた。

### "I'll Fight Hell to Hold You"
アダム・ミッチェルがブルース・キューリックと一緒にこの曲で演奏していると伝えられている。

### "Bang Bang You"
ポール・スタンレーによると、「バング・バング・ユー」は「男の子とそのおもちゃの古典的な物語」である。
「Crazy Nights World Tour」でのみライブで演奏された。

### "No, No, No"
「ノー、ノー、ノー」は、当初は "Assume the Position"、後に "Down on All Fours "というタイトルだった。これは、キューリックのリフをベースに、ジーン・シモンズが仕上げられるように、カーと一緒にニューヨークのカーのアパートで曲に仕上げたものだった。カーによると、「私はただ、ドラムマシンでダブルベースのドラムビートを設定しただけだ。頭の中でこの感触を得て、ヴァースのために本物のスタッカートを考え始めたんだ」との事。この曲は、キューリックのお気に入りの曲で、その理由について「最も速くて、獰猛なもので、僕をたくさんフィーチャーしているからだ」と述べている。この曲は、「Crazy Nights World Tour」でのみライブで演奏された。

### "Hell or High Water"
「ヘル・オア・ハイ・ウォーター（Hell or High Water）」は、キューリックがアサイラム・ツアー中に思いついたアイデアとリフを基にした曲で、シモンズが歌詞を書いた。この曲は、「Crazy Nights World Tour」ではほとんど演奏されなかった。

### "When Your Walls Come Down"
「ウォールズ・カム・ダウン」も、アサイラム・ツアー中に思いついたキューリックのリフをベースにした曲。スタンレーがコーラスを担当し、ミッチェルの協力を得て、曲が完成した。この曲は、ライブで演奏するとうまく出てこなかったので、2、3回しか演奏されなかった。

### "Reason to Live"
スタンレーは、「リーズン・トゥ・リヴ」のデモをシモンズに聞かせたときのことを、「ジーンに電話して、電話口で聞かせたのを覚えているよ。ジーンに曲を聞かせたら、明らかに相手側で爆弾が爆発したようだった。彼は言葉を失っていたよ」と振り返っている。スタンレーは、キッスのアルバムにパワー・バラードを収録することに常に賛成しており、その最初のきっかけは『暗黒の神話』の「アイ・スティル・ラヴ・ユー（I Still Love You）」であった。スタンレーは、「バンドが正直に言えば、当時、放送される唯一の希望はバラードだったと言うだろう」とも語っている。 マーティ・コールナーが監督したミュージック・ビデオが制作され、プレイボーイのセンターフォールドであるエロイーズ・ブローディが出演した。「リーズン・トゥ・リヴ」は、ビルボード・ホット100で64位、メインストリーム・ロック・トラックで34位、イギリスで33位を記録した。また、オランダでは89位にランクインした。この曲のミュージック・ビデオは、1988年初頭にMTVで大ヒットし、ダイヤルMTVのリクエスト・ビデオのトップに定期的に登場した。

### "Good Girl Gone Bad"
「グッド・ガール・ゴーン・バッド（Good Girl Gone Bad）」は、シモンズと友人のダビット・シガーソン、そしてシモンズが会ったことのないソングライティング・パートナーのピーター・ディギンズが書いた曲である。この曲は、シモンズがコミュニティ・カレッジに通っていた頃の、明らかな出来事を歌詞にしている。ジーンによれば、「俺が大学に通っていた時に見た若い女性、最初はおっとりとした処女で、すべてがこざっぱりとしていて、何も要求されなかった......そして、"The Tongue "と出会ったんだ！」という。この物語の唯一の悲しい点は、彼女が最後に道を譲ったとき、それは車の後部座席で、しかもジーンの友人という別の人と一緒だったということだ。この曲はライブでは演奏されなかった。

### "Turn On the Night"
「ターン・オン・ザ・ナイト」は、アルバムからの3枚目のシングルである。1988年1月27日にマサチューセッツ州ウースターで、マーティ・コールナーが監督したミュージック・ビデオが制作された。「ターン・オン・ザ・ナイト」はイギリスでのみチャートインし、41位を記録した。

### "Thief in the Night"
「シーフ・イン・ザ・ナイト」は、ウェンディ・O・ウィリアムズが1984年に発表したソロアルバム『WOW』に初めて収録された。

## 未発表曲
このアルバムのために、他にもいくつかの曲が録音されたが、収録されなかった。キューリック、チャイルド、スタンレーは、"Sword and Stone "という曲を書いたが、ネヴィソンがこの曲を気に入らなかったため、アルバムには収録されなかった。後にキューリックは、「ロン・ネヴィソンがこの曲を気に入らなかったのは、本当に気の毒だったよ。でも、それをコントロールすることはできなかった。そして、ブートレグの形で出回っているデモはとても良いものだ。エリック・カーと一緒にElectric Ladyでやったんだけど、実質的にはKISSの本格的なトラックだよ。実はあのリフは初期のツアーのバックステージで思いついたもので、「Asylum」だったかな。そういうこともあるんだよ。ポールはさほど気にしていなかったが、私はかなり悪いと思っていた」と語っている。この曲は、カナダのロックバンド「Loverboy」に提供され、彼らのリードギタリストであるポール・ディーンが1988年に発表したアルバム『Hard Core』に再録している。また、ドイツのヘビーメタルバンド、ボンファイアーがウェス・クレイブン監督の映画「ショッカー」のために録音した曲でもある。
カー、シモンズ、ミッチェルの3人は「Dial 'L' for Love」を作曲した。この曲を歌ったカーが主に作曲し、後にシモンズとミッチェルに渡して完成させたという。カーが「当時は曲が良くなかったので、アルバムには入らなかったんだ」と述べているように、この曲はアルバムに入らなかった。デモも作られたが、完成したボーカルは入っていなかった。「Dial 'L' for Love」のインストゥルメンタル録音は、2011年に『Unfinished Business』からリリースされることになる。
"Are You Always This Hot "は、シモンズとミッチェルが書いた曲で、未だにコレクターズサークルでも発見されていないし、他のアーティストが再録音したこともないユニークな曲である。1980年代のシモンズは、古い曲をベースにして新しい曲を作る、つまりリサイクルするという形式をとっていた。そして、「Are You Always This Hot」もそのひとつだ。これは1981年にミッチェルが最初に作った曲である。「Time Traveler」はこのセッションで録音され、後に2001年の「KISS Box Set」に収録された。このアルバムのために書かれたが実現しなかった他の曲としては、「Boomerang」、「『X』Marks the Spot」、「Scratch and Sniff」、「What Goes Up」、「Hunger for Love」、「Dirty Blonde」、「No Mercy」があるが、「Boomerang」は後に「Hot in the Shade」に収録されることになった。

## 収録曲
| No. | 曲名                          | 作者                            | リードボーカル | 長さ |
| --- | ----------------------------- | ------------------------------- | -------------- | ---- |
| 1.  | "Crazy Crazy Nights"          | Paul Stanley, Adam Mitchell     | Stanley        | 3:47 |
| 2.  | "I'll Fight Hell to Hold You" | Stanley, Mitchell, Bruce Kulick | Stanley        | 4:10 |
| 3.  | "Bang Bang You"               | Stanley, Desmond Child          | Stanley        | 3:53 |
| 4.  | "No, No, No"                  | Gene Simmons, Kulick, Eric Carr | Simmons        | 4:19 |
| 5.  | "Hell or High Water"          | Simmons, Kulick                 | Simmons        | 3:28 |
| 6.  | "My Way"                      | Stanley, Child, Bruce Turgon    | Stanley        | 3:58 |

| No. | 曲名                        | 作者                                    | リードボーカル | 長さ |
| --- | --------------------------- | --------------------------------------- | -------------- | ---- |
| 7.  | "When Your Walls Come Down" | Stanley, Mitchell, Kulick               | Stanley        | 3:25 |
| 8.  | "Reason to Live"            | Stanley, Child                          | Stanley        | 4:00 |
| 9.  | "Good Girl Gone Bad"        | Simmons, Davitt Sigerson, Peter Diggins | Simmons        | 4:35 |
| 10. | "Turn On the Night"         | Stanley, Diane Warren                   | Stanley        | 3:18 |
| 11. | "Thief in the Night"        | Simmons, Mitch Weissman                 | Simmons        | 4:07 |

## パーソネル
- ポール・スタンレー - Rhythm guitar, Keyboards[9], Lead vocals
- ジーン・シモンズ - Bass guitar, Lead vocals
- ブルース・キューリック - Lead guitar, Backing vocals
- エリック・カー - Drums, Percussion, Backing vocals

with
- フィル・アシュリー Phil Ashley - Keyboards
- トム・ケリー Tom Kelly - Backing vocals

## シングル
- クレイジー・クレイジー・ナイツ　Crazy Crazy Nights / No No No - 1987年8月18日
- リーズン・トゥ・リヴ　Reason to Live / Thief in the Night - 1987年11月12日
- ターン・オン・ザ・ナイト　Turn on the Night / Hell or High Water - 1988年2月18日